# Dorcadion irinae
Dorcadion irinae är en skalbaggsart som beskrevs av Aleksandr Sergeievich Danilevsky 1997. Dorcadion irinae ingår i släktet Dorcadion och familjen långhorningar.
Artens utbredningsområde är Kazakstan. Inga underarter finns listade i Catalogue of Life.